# Кірхгайм-унтер-Тек
Кірхгайм (Тек) (нім. Kirchheim (Teck)) — місто в Німеччині, знаходиться в землі Баден-Вюртемберг. Підпорядковується адміністративному округу Штутгарт. Входить до складу району Есслінген.
Площа — 40,47 км2. Населення становить 40 774 ос. (станом на 31 грудня 2020).